# Batalla de Goma
La batalla de Goma fue un conflicto armado suscitado en los alrededores de la Ciudad de Goma, capital de la provincia congoleña de Kivu del Norte, en la frontera con Ruanda. Las fuerzas en enfrentamiento son los guerrilleros hutus de las Fuerzas Democráticas para la Liberación de Ruanda, las Fuerzas Armadas de la República Democrática del Congo —apoyadas por la Organización de las Naciones Unidas a través de la MONUC—, y los guerrilleros tutsis del Congreso Nacional por la Defensa del Pueblo, comandados por Laurent Nkunda.
Los combates iniciados el 26 de octubre de 2008 han desplazado a más de 250.000 civiles, lo cual eleva el total de personas desplazadas por la Guerra del Kivu a más de 2.000.000 de personas, lo que trajo como consecuencia enormes disturbios debido a la escasez de alimentos. Todo ello complementa una "crisis humanitaria de dimensiones catastróficas" según la ONU.

## Antecedentes

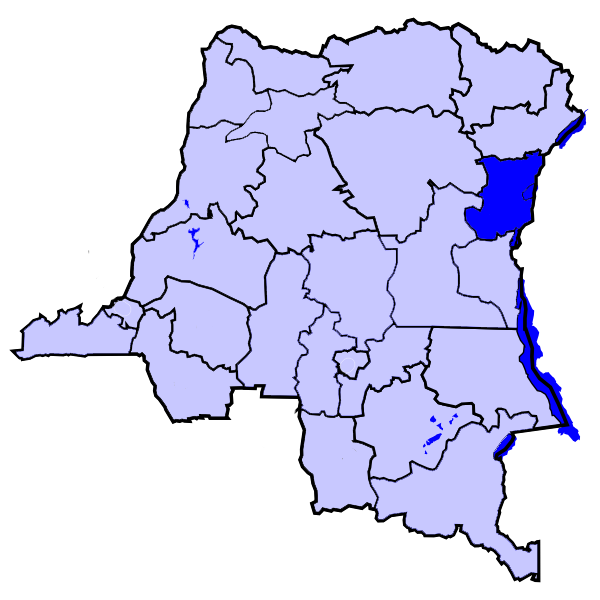
Localización de Kivu del Norte en la República Democrática del Congo.

Los rebeldes de Nkunda están activos desde 1998, y en el año 2004 ocuparon la Ciudad de Bukavu, capital de Kivu del Sur, y cometieron presuntos crímenes de guerra. Las tropas de Nkunda pretenden proteger a la rica minoría tutsi, la cual cree que ha sido despojada de su vida y de sus derechos, formando parte de un genocidio por parte de los hutu en el marco de la segunda guerra del Congo. Con el pretexto de "proteger" a la minoría tutsi, los rebeldes de Nkunda han tomado varias zonas del Congo ricas en minerales incluyendo el Parque nacional Virunga. Desde entonces los enfrentamientos continúan, con varios choques entre las fuerzas gubernamentales y las rebeldes hasta un acuerdo de paz negociado en 2008, el cual no sirvió de nada para detener la guerra civil.

## Desarrollo

### Las fuerzas rebeldes a las puertas de Goma
El 26 de octubre, las fuerzas de Nkunga se instalaron en un campamento de proporciones en los alrededores del Parque nacional Virunga, así como se hicieron del poder del mismo para su eventual uso como una base de operaciones ofensivas, dada su ubicación estratégica en las afueras de Goma. Como consecuencia de esta acción militar, el acuerdo de paz se consideró violado por parte de los rebeldes y ello desató el inminente desplazamiento de miles de personas de la ciudad.
Al día siguiente, el panorama no mejoraba. Se iniciaron importantes disturbios por parte de la población civil de Goma, los cuales consistían en pedreas y lanzamiento de cócteles molotov al complejo de Naciones Unidas instalado allí, argumentando que la MONUC no había hecho nada para lograr frenar el avance rebelde. De hecho, el Ejército congoleño había realizado un importante retroceso debido a la presión ejercida por las tropas de Nkunda. Mientras tanto, los vehículos blindados y la artillería de la MONUC se movilizaron en un intento de detener la avanzada rebelde hacia Goma, los cuales estimaban que se hallaban a 11 kilómetros de la ciudad. Allan Doss, el representante Especial del Secretario General de las Naciones Unidas en la República Democrática del Congo, afirmó que "(La ONU) no puede permitir que los núcleos de población se vean amenazados (...). Tenemos que actuar".

¿Qué están haciendo? ¡Se supone que deben protegernos!
Desplazado Jean-Paul Maombi

El 28 de octubre, cinco cohetes fueron lanzados contra un convoy de vehículos blindados de transporte de personal de la MONUC, que se dedicaba a proteger una carretera que une a Goma con Rutshuru, en Kivu del Norte. Dichos vehículos quedaron relativamente intactos del impacto, a pesar de que un teniente coronel del Ejército de India y otros dos soldados resultaron heridos. Los rebeldes se aproximaban cada vez más a la ciudad, a la vez que los disturbios se intensificaron en Goma. En algunos puntos de manera tal que las tropas de la MONUC debieron retirarse, si bien la portavoz Sylvie van den Wildenberg afirmó que la ONU «ha reforzado su presencia» en la región.

### Alto al fuego
A tres días de instalarse los rebeldes en el Parque nacional de Kirunga, el 29 de octubre, declararon un sorpresivo alto al fuego en pleno camino hacia Goma, a pesar de tener aún la idea de tomar la ciudad. En ese contexto, Francia ha realizado una petición ante la Unión Europea para el envío de 1.500 soldados a la zona del conflicto, pero se ha rechazado y actualmente parece muy poco probable que esto se materialice; si bien la ONU declaró que le hacen falta refuerzos para impedir la toma de otros centros poblados por parte de los rebeldes. A lo largo de la jornada la ciudad mostraba un intenso movimiento de desplazados así como de vehículos militares, además de saqueos. Esa noche el Consejo de Seguridad aprobó una resolución que condena el reciente avance rebelde y exige el fin inmediato a la lucha armada en la República Democrática del Congo.
A pesar del cese de las hostilidades la situación no dista de ser inestable, de acuerdo con el portavoz de World Vision, Michael Arunga. Los trabajadores de la organización no gubernamental debieron huir a Ruanda debido a los intensos tiroteos que se suscitaban en Goma, los cuales no sólo no los dejaban trabajar sino que hacían peligrar su vida. En tanto, el Departamento de Estado de los Estados Unidos informó sobre el envío del Subsecretario de Estado para los Asuntos Africanos a la región, Jendayi Frazer.
Al día siguiente continuaron los saqueos y violencia injustificada por parte de los soldados congoleños, muchos de ellos en estado de ebriedad. La policía y las tropas paramilitares debieron desplegar un operativo en Goma para contrarrestar los efectos negativos de las Fuerzas Armadas congoleñas, lo que convirtió al enfrentamiento en una guerra a tres frentes; los rebeldes, los soldados y un enorme sector de la población. En tanto, Nkunda pidió negociaciones directas con el gobierno de Kinshasa, puntualizando que en Goma "Si no hay ningún alto al fuego, no hay seguridad y es imposible avanzar en el proceso de paz".

### Esfuerzo diplomático y humanitario
El 31 de octubre Nkunda declaró su intención de realizar un "Corredor de ayuda humanitaria", una zona previamente delimitada donde no habrá actividades bélicas y cuya utilidad será la de permitir a las familias desplazadas regresar a sus hogares sin que corran riesgo sus vidas, teniendo en cuenta previamente el consentimiento de la MONUC. La intención de Nkunda es trabajar en conjunto con la MONUC en torno a Goma con el fin de reubicar a las familias. El portavoz de la MONUC, Kevin Kennedy, declaró que las fuerzas de la ONU se encuentran trabajando en mantener la paz en la ciudad y sus alrededores; sin embargo los saqueos por parte de los soldados congoleños ha hecho más difícil esta tarea. Según el invertigador de Human Rights Watch, Anneke Van Woudenberg, más de veinte personas fueron asesinadas durante esa noche, lo que da cuenta de la gravedad de la situación. En tanto, la Secretaria de Estado Condoleezza Rice está en contacto con el presidente ruandés Paul Kagame, con la finalidad de encontrar una solución a largo plazo.
Ese mismo día el ministro de Relaciones Exteriores británico, David Milliband, y su par francés Bernard Kouchner viajaron en la región para recorrer Kinshasa, Goma y posiblemente Kigali. Asimismo, Milliband declaró que el Reino Unido estaba prestando 42.000.000 de libras esterlinas destinadas a solventar la ayuda humanitaria en la zona.

#### Resultados del esfuerzo humanitario
Se ha informado que el esfuerzo humanitario no es suficiente, ya que miles de refugiados regresaron a territorio rebelde en vez de permanecer en los campamentos de refugiados de las Naciones Unidas, debido a la falta de alimentos y agua, así como el estado de higiene de las instalaciones.

### Bajas
Si bien las cifras exactas de las bajas sufridas en ambos bandos aún no fueron divulgadas, diversas fuentes han informado que más de 45.000 personas fallecen en el Congo a causa de las enfermedades y la malnutrición. El índice de mortalidad de la República Democrática del Congo es de 2,2 muertes por cada 1000 personas, guarismo que se ha mantenido sin cambios desde 2004, el cual es casi un 60% superior al promedio del África Subsahariana. Se estima que los saqueos han provocado al menos veinte muertes desde que se inició en conflicto en Goma.

## Reacciones
El Programa Mundial de Alimentos declaró que, debido al desplazamiento de aproximadamente 200.000 personas en la región desde agosto de 2008, la malnutrición ha aumentado y se han producido algunos casos de muerte por inanición. Según un portavoz, la agencia necesita por lo menos 33.000 toneladas de alimentos para marzo de 2009, y para ello necesitará de donaciones que totalicen 46.000.000 de euros.
El Departamento de Estado de los Estados Unidos ha presionado para lograr una cooperación entre la República Democrática del Congo y los países vecinos de Ruanda y Uganda, señalando "la necesidad de trabajar juntos" para frenar "los grupos de milicias y otras fuerzas negativas". El Subsecretario de Estado para Asuntos Africanos tiene previsto visitar la región e instar las negociaciones. El Financial Times exhorta a los Estados Unidos y el Reino Unido a utilizar su influencia sobre el Gobierno de Ruanda para evitar un mayor conflicto de mayores proporciones.
El Secretario General de Naciones Unidas, Ban Ki-moon, pidió a todas las partes implicadas "hacer todo lo posible para restablecer la calma entre las poblaciones afectadas", debido a la preocupación de que el choque desate un conflicto generalizado aún más complejo.